# تپه سفالی اتکا
تپه (پشته) سفالی اتکا مربوط به هزاره سوم و۱ قبل از میلاد است و در ۴ کیلومتری جنوب شرقی داورزن واقع شده و این اثر در تاریخ ۵ آذر ۱۳۸۰ با شمارهٔ ثبت ۴۴۹۶ به‌عنوان یکی از آثار ملی ایران به ثبت رسیده است.